# Orlando Allende
Orlando Allende (Lima, 9 de enero de 1988) es un futbolista peruano. Juega de delantero y actualmente está sin equipo.

## Trayectoria
Debutó en su país natal con el club Sporting Cristal en el Campeonato Descentralizado 2007. Jugó también con el Sport Ancash con el que participó en la Copa Sudamericana 2008 llegando hasta los octavos de final. En 2009, juega por la Universidad San Martín con la que participó en la Copa Libertadores 2009 llegando también hasta los octavos de final en su segunda participación internacional a nivel de clubes.

## Selección nacional
Ha sido internacional con la Selección de fútbol del Perú en el Campeonato Sudamericano Sub-20 de 2007 celebrado en Paraguay.

## Clubes
| Club                   | País | Año       |
| ---------------------- | ---- | --------- |
| Sporting Cristal       | Perú | 2007      |
| Sport Ancash           | Perú | 2007-2008 |
| Universidad San Martín | Perú | 2009-2010 |
| José Gálvez            | Perú | 2011      |
| UTC de Cajamarca       | Perú | 2012      |
| Sport Ancash           | Perú | 2013      |
| Defensor La Bocana     | Perú | 2013      |
| ADC Callao             | Perú | 2015      |
| Transportes Pablito    | Perú | 2016      |

## Palmarés
| Título                    | Club                   | País | Año  |
| ------------------------- | ---------------------- | ---- | ---- |
| Primera División del Perú | Universidad San Martín | Perú | 2010 |
| Copa del Inca             | José Gálvez            | Perú | 2011 |
| Segunda División del Perú | José Gálvez            | Perú | 2011 |
| Copa Perú                 | UTC                    | Perú | 2012 |